# Flags of the World

Bandeira da associação

Flags of the World ou FOTW (Bandeiras do Mundo em inglês) é uma associação membro da Federação Internacional das Associações Vexilológicas desde 2001. Nasceu como um “website” dedicado à Vexilologia, e segue mantendo esta publicação digital, com mais de 29.000 páginas e mais de 60.000 imagens. É considerado como o maior site do seu tipo na Internet.
Publicam-se as contribuições enviadas à sua lista de correio pelos mais de 800 membros de diferentes partes do mundo que integram a associação. Existe um comitê editorial de voluntários que administram e editam o site, que é atualizado semanalmente. Sem embargo, devido à abundância de informação que tem, muitas destas informações não se encontram atualizadas. A página permite criações de diferentes mirrors, os quais demoram meses para se atualizar, podem ser considerados como fontes "históricas".